# Allmäntjänstgöring
Allmäntjänstgöring (AT) är en tidsbegränsad anställning under handledning för den som fullgjort läkarutbildning på läkarprogrammet. 

## Internationellt

### Sverige
Allmäntjänstgöringen i Sverige omfattar minst 18 månader och läkaren kallas under denna tid AT-läkare. Ofta varar allmäntjänstgöringen 21 månader, som tidigare var den obligatoriska tjänstgöringstiden. Fullgjord allmäntjänstgöring eller utländsk legitimation är en förutsättning för svensk läkarlegitimation.
Av allmäntjänstgöringen skall nio månader fördelas mellan invärtesmedicinska och opererande specialiteter med en minimitid av tre månader inom respektive grupp. AT-läkaren skall vidare tjänstgöra minst tre månader inom psykiatri och sex månader inom allmänmedicin. Tjänstgöringen avslutas med ett skriftligt kunskapsprov.
Efter fullgjord tjänstgöring och godkänt AT-prov kan Socialstyrelsen utfärda läkarlegitimation. Erhållen läkarlegitimation är ett krav för att få påbörja specialiseringstjänstgöring (ST).
Socialdepartementet föreslog i november 2017 att förlänga läkarprogrammet med en termin till totalt 12 terminer och avskaffa AT-tjänsten. Enligt föreslaget bör även en bastjänstgöring (BT) på ett år införas som en fristående initial del av specialiseringstjänstgöringen. Remissinstanserna, däribland Sveriges Kommuner och Landsting (SKL) och Sveriges läkarförbund (SLF), var överlag positiva till förslaget. Enligt förslaget skulle BT införas från och med höstterminen 2020. I och med coronapandemin lade regeringen 23 april 2020 fram en proposition till riksdagen om att skjuta fram införandet av BT till juli 2021.
Tidigare hade tandläkare en motsvarande allmäntjänstgöring på 12 månader, men den togs bort av ekonomiska skäl. Tandläkare får idag sin yrkeslegitimation direkt i samband med grundexamen.

### Tyskland
I Tyskland krävs att en läkarkandidat under sin utbildning fullgör ett Praktisches Jahr (PJ) under 44 veckor + 4 veckor semester; därefter tar man enligt den Ärztliche Approbationsordnung 2002 2. Staatsexamen. Om man klarar examen får man legitimationen.

### USA
Amerikanska läkare har i allmänhet avlagt en första akademisk examen efter fyra års studier, sedan genomgått läkarhögskola (medical school) under fyra år och slutligen viss praktik, vilken kan variera exempelvis beroende på i vilken delstat läkaren önskar praktisera. Så kallade internship förekommer på vissa ställen, och är då första året i specialistutbildningen. I USA kan personer med utländska medicinska examina erhålla läkarlegitimation efter ett års klinisk praktik i USA.